# Reidar Tessem
Reidar Tessem (Bodø, 7 marzo 1945 – Namsos, 29 giugno 2025) è stato un calciatore e allenatore di calcio norvegese, di ruolo portiere.

## Carriera

### Club
Tessem giocò per il Lyn Oslo dal 1966 al 1968. Esordì con questa maglia l'8 giugno 1966, schierato titolare in un incontro valido per l'edizione stagionale della Coppa di Norvegia contro lo Svelvik, terminato 0-5 in favore della sua squadra. Debuttò invece in campionato in data 23 ottobre 1966, nella vittoria per 1-4 sullo Steinkjer. Totalizzò 21 presenze in squadra in tre stagioni, tra campionato e coppa. Una volta lasciato il Lyn Oslo, si accordò con il Bodø/Glimt.

### Nazionale
Tessem contava 4 presenze per la Norvegia under 21.

## Palmarès

### Club

#### Competizioni nazionali
- Campionato norvegese: 1

Lyn Oslo: 1968
- Coppa di Norvegia: 2

Lyn Oslo: 1967, 1968